# Keilbügerl
Keilbügerl ist ein Ortsteil der Stadt Waldmünchen im Landkreis Cham des Regierungsbezirks Oberpfalz im Freistaat Bayern.

## Geografie
Keilbügerl liegt 1,6 Kilometer östlich von Waldmünchen und 2,2 Kilometer westlich der tschechischen Grenze.

## Geschichte
Keilbügerl erschien erstmals mit Angaben für 1861 im Topographisch-statistischen Handbuch des Königreichs Bayern als Ortsteil der Stadt Waldmünchen.
Keilbügerl gehört zur Pfarrei Waldmünchen. 1997 hatte Keilbügerl 25 Katholiken.

## Einwohnerentwicklung ab 1861
| Jahr | Einwohner | Gebäude |
| ---- | --------- | ------- |
| 1861 | 10        | k. A.   |
| 1871 | 8         | 3       |
| 1885 | 14        | 2       |
| 1900 | 16        | 2       |
| 1913 | 9         | 2       |
| 1925 | 14        | 3       |

| Jahr | Einwohner | Gebäude |
| ---- | --------- | ------- |
| 1950 | 29        | 3       |
| 1961 | 26        | 4       |
| 1970 | 32        | k. A.   |
| 1987 | 28        | 6       |
| 2011 | 7         | k. A.   |

## Tourismus
Durch Keilbügerl verläuft der Mountainbikeweg MTB-Tour 12.